# Barford St Martin
Pour les articles homonymes, voir Barford et Saint-Martin.
Barford St Martin est une paroisse civile et un village du Wiltshire, en Angleterre.